# Charles Maynard (Politiker)
Charles Maynard  (* 1970 in Nassau, Bahamas; † 14. August 2012 in North Abaco, Bahamas) war ein Politiker des Free National Movement (FNM) auf den Bahamas.

## Leben
Nach dem Besuch des Queen’s College absolvierte Maynard ein Studium am College of The Bahamas, das er 1988 abschloss. Im Anschluss war er für ein Unternehmen im Bereich der Landwirtschaftsentwicklung tätig und nahm für dieses an umfangreichen Forschungen zur Rentabilität der Landwirtschaft und Viehzucht auf den Bahamas teil. Später arbeitete er für einen Hotelkonzern und war für die Entwicklung des Corner Hotel in Nassau im Jahr 2000 zuständig. In der Folgezeit engagierte er sich in der Förderung der Kultur, der Produkte und Dienstleistungsunternehmen der Bahamas sowie in verschiedenen Junkanoo-Gruppen, die jährlich am Boxing Day, Neujahrstag und in den Sommermonaten musikalische Straßenparaden auf den Bahamas durchführen.
Bei den Parlamentswahlen 2007 wurde Maynard als Kandidat des FNM erstmals zum Abgeordneten in das House of Assembly gewählt und vertrat in diesem bis zu seinem Tod den Wahlkreis Golden Isles.
Kurz nach der Wahl wurde er von Premierminister Hubert Ingraham zum Staatsminister im Bildungsministerium mit der Zuständigkeit für Kultur ernannt, ehe er einige Zeit später Minister für Jugend, Sport und Kultur wurde. Diese Funktionen bekleidete Maynard bis zur Niederlage des FNM bei den Wahlen am 7. Mai 2012. Nach der Wahl wurde er Nachfolger von Ingraham als Vorsitzender des FNM und Führer der Opposition im Parlament.
Am 14. August 2012 nahm er zusammen mit dem Generalsekretär des FNM, Michael Foulkes, an einer Wahlkampfveranstaltung für ein Mitglied seiner Partei teil, das bei einer Nachwahl für den durch Rücktritt Ingrahams freigewordenen Sitz im House of Assembly kandidieren wollte. Während dieser Veranstaltung erlag der erst 42-jährige dreifache Familienvater einem Herzinfarkt.